# Katsumi Sasaki
Katsumi Sasaki (ur. 15 września 1953) – japoński szachista.

## Kariera szachowa
Od połowy lat 80. do końca 90. należał do ścisłej czołówki japońskich szachistów. Pomiędzy 1986 a 2000 r. uczestniczył we wszystkich w tym okresie ośmiu rozegranych szachowych olimpiadach (najlepszy wynik: Dubaj 1986 – 9½ pkt w 14 partiach) i po tym względem jest rekordzistą w swoim kraju. Oprócz tego, dwukrotnie (1991, 1993) reprezentował narodowe barwy na drużynowych mistrzostwach Azji. Był wielokrotnym finalistą indywidualnych mistrzostw Japonii (m.in. w latach 1988, 1989, 1990, 1991, 2001 oraz 2002). Od 2003 r. nie uczestniczy w turniejach klasyfikowanych przez Międzynarodową Federację Szachową.
Najwyższy ranking w karierze osiągnął 1 stycznia 1993 r., z wynikiem 2210 punktów zajmował wówczas 6. miejsce wśród japońskich szachistów.